# Rumaucourt
Rumaucourt é uma comuna francesa na região administrativa de Altos da França, no departamento de Pas-de-Calais. Estende-se por uma área de 5,51 km². Em 2010 a comuna tinha 695 habitantes (densidade: 126,1 hab./km²).